# Johann Peter Snell
Johann Peter Snell (* 25. Januar 1720 in Braubach im Hessischen; † 1. April 1797 in Klingelbach) war ein deutscher lutherischer Theologe.

## Leben
Snell stammt aus einer hessischen Akademikerfamilie. Der Sohn des damaligen Pfarradjunkten Michael Snell und dessen Frau Johanne Marie, der Tochter des Metropolitans in Braubach Johann Heinrich Vietor, hatte die erste Ausbildung vom Vater erhalten. Er wurde an der Universität Gießen immatrikuliert, an der er aufgrund seiner angeschlagenen Gesundheit erst 1741 ein Studium der philosophischen und theologischen Wissenschaften aufnehmen konnte. Von den Professoren Johann Ludwig Alefeld, Heinrich Daniel Müller (1712–1797), Ernst Friedrich Neubauer, Reinhard Heinrich Roll (1683–1768) und anderen Lehrern angeleitet, erwarb er am 22. Dezember 1745 den akademischen Grad eines Magisters.
Nach Beendigung seiner akademischen Laufbahn war er Hauslehrer in Staden (Florstadt), kehrte nach Gießen zurück, wo er 1746 als Magister legens die Vorleseerlaubnis für Hochschulen erwarb. Nach einiger Zeit am akademischen Vorlesebetrieb beteiligt, ging er nach Gemmerich, um seinen Vater bei seinen Amtsverrichtungen zu unterstützen, und wurde 1749 Diaconus in Nassau (Lahn). 1750 folgte er einem Ruf als Prediger nach Dachsenhausen. 1765 erhielt er das Amt eines Metropolitans und 1777 war er Inspektor der Niedergrafschaft Katzenelnbogen Hessen-darmstädtischen Anteils.
Ungeachtet häufiger körperlicher Bewegung, einer fast ununterbrochenen Gesundheit, auf die selbst ein Beinbruch 1769 keinen nachteiligen Einfluss geäußert hatte, trafen ihn in späteren Lebensjahren mehrere harte Schicksalsschläge. 1795–1796 erlebte er eine zweifache Plünderung von herumstreifenden französischen Truppen. Nur durch die Flucht in einen nahe gelegenen Wald entging er persönlichen Misshandlungen. Nach seinem Tod wurde er auf persönlichen Wunsch in Dachsenhausen beerdigt.

## Familie
Aus seiner am 5. Oktober 1751 geschlossenen Ehe mit Johanne Elisabeth Louise Fresenius (* 5. Mai 1725 in Niederwiesen; † 3. Juni 1791 in Dachsenhausen), der jüngsten Tochter des einstigen Pfarrers in Niederwiesen Johann Wilhelm Fresenius (* 26. Februar 1677 in Darmstadt; † 25. Mai 1727 in Niederwiesen) und dessen am 9. Januar 1703 in Merxheim geheirateten Frau Maria Margaretha Metz (* 29. Dezember 1684 in Merxheim; † 1753), sind acht Kinder hervorgegangen. Ein Sohn starb noch in der Kindheit, von den anderen kennt man:
- Karl Philipp Michael Snell (* 16. Juni 1753 in Dachsenhausen; † 22. November 1807 in Brandoberndorf), 1771 Pfarrer Gießen, 1780 bis 1787 Rektor der Domschule in Riga, 1788 Lehrer Braubach, 1790 Pfarrer Butzbach, 1797 Pfarrer Brandoberndorf, ⚭ mit Anna Catharina Müller (* 1748 in Gießen)
- Christian Wilhelm Snell
- Dorothea Christine Snell (* 22. Februar 1757 in Dachsenhausen; † 1807) ⚭ mit dem Lehrer in Burscheid bei St. Goar Johann Christian Brück
- Friedrich Wilhelm Daniel Snell
- Johann Anton (Peter) Ludwig Snell (* 1764 in Dachsenhausen; † 1817) Pfarrer in Dachsenhausen und Brandoberndorf, ⚭ N.N. Menk
- Catherine Susanne Louise Snell (* 30. August 1766 in Dachsenhausen)
- Ludwig Immanuel Snell (* 1769 in Dachsenhausen), Lehrer in Rabenscheid/Westerwald, Rektor in Usingen

## Werke
- Diss. inaug. de conscientia cauterio notata, ad denominationem divi Apostoli 1  Timoth. 4, 2 ex antiquitatibus illustrum. Gießen 1745
- Diss. de emendandae vitae studio mature suscipiendo. Gießen 1746
- Gutachterliches Bedenken über den Gebrauch eines gewissen Hülfsmittels gegen den Biß wüthender Hunde . . .. 1752
- Versuch einer apokalyptischen Zeitrechnung von der Zeit der Offenbahrung bis an das Ende der Welt. (Offenbach) 1773
- Abhandlung vom rechten Gebrauch und Mißbrauch der Eidschwüre, für Prediger und den gemeinen Mann. Gießen 1775
- Neuer Versuch einer deutschen Sprachlehre, nach den bewertesten Gründen für Schulen und ihre Lehrer. Offenbach 1790, 1799
- Grundriß zu einem vollständigen Religionsunterricht, zum katechetischen Gebrauch bei Unterweisung der Confirmanden. Frankfurt am Main 1791
- Sophokles, oder die richtigste und begreiflichste Vorstellungsart eines vernunftmäßigen Moralsystems. Bremen 1796